# Piniáda
Piniáda (grec moderne : Πηνειάδα) est une localité située dans le dème de Farkadóna, dans le district régional de Tríkala, dans la périphérie de Thessalie, en Grèce.
Selon le recensement de 2021, elle compte 238 habitants.